# Campeonato de España de selecciones de hockey sobre patines
El Campeonato de España de selecciones de hockey sobre patines es una competición que se disputa anualmente al final de cada temporada desde 1996 entre las distintas selecciones autonómicas masculinas de categoría sub-16 que cada año se inscriben, añadiéndose la competición femenina en la categoría sub-18, que se comenzó a disputar desde 2008. Además de las selecciones de las distintas comunidades autónomas españolas pueden participar las respectivas selecciones del Principado de Andorra.
La competición se disputa en una única sede a lo largo de cuatro días, dividiéndose en la primera fase las selecciones inscritas en dos grupos y definiendo en la segunda fase la clasificación definitiva mediante el sistema de semifinales y finales.

## Categoría masculina

### Selecciones participantes
Participantes en 2025
- Andalucía
- Andorra
- Asturias
- Cantabria
- Castilla-La Mancha
- Castilla y León
- Cataluña
- Comunidad Valenciana
- Galicia
- Comunidad de Madrid
- Navarra
- País Vasco

Participantes en ediciones anteriores
- Extremadura

### Historial
| Edición | Año  | Sede          | Equipos |               | Primero       | Segundo       | Tercero       | Cuarto |
| III     | 1998 | Alcobendas    | 8       | Cataluña      | Madrid        | C. Valenciana | Navarra       |        |
| IX      | 2003 | La Coruña     | 9       | Galicia       | Cataluña      | Asturias      | Madrid        |        |
| X       | 2004 | Pamplona      | 8       | Cataluña      | Asturias      | Galicia       | Madrid        |        |
| XI      | 2005 | Oviedo        | 8       | Cataluña      | Galicia       | Asturias      | Madrid        |        |
| XII     | 2006 | Guecho        | 10      | Cataluña      | Galicia       | Madrid        | Asturias      |        |
| XIII    | 2008 | Burgos        | 8       | Cataluña      | Galicia       | Madrid        | Asturias      |        |
| XIV     | 2009 | Alcobendas    | 6       | Cataluña      | Asturias      | Galicia       | Madrid        |        |
| XV      | 2010 | Burguillos    | 8       | Cataluña      | Asturias      | Galicia       | Madrid        |        |
| XVI     | 2011 | Cocentaina    | 8       | Cataluña      | Asturias      | Galicia       | Madrid        |        |
| XVII    | 2012 | La Coruña     | 8       | Galicia       | Asturias      | C. Valenciana | Madrid        |        |
| XVIII   | 2013 | Mieres        | 8       | Galicia       | Madrid        | C. Valenciana | Asturias      |        |
| XIX     | 2014 | Bilbao        | 8       | Madrid        | Galicia       | C. Valenciana | Asturias      |        |
| XX      | 2015 | Alcobendas    | 8       | Galicia       | Madrid        | Andalucía     | Navarra       |        |
| XXI     | 2016 | Burgos        | 10      | Cataluña      | Galicia       | Madrid        | Navarra       |        |
| XXII    | 2017 | Sevilla       | 9       | Cataluña      | Asturias      | Galicia       | Madrid        |        |
| XXIII   | 2018 | La Coruña     | 10      | Cataluña      | Madrid        | C. Valenciana | Andorra       |        |
| XXIV    | 2019 | Alcoy         | 10      | Madrid        | Cataluña      | C. Valenciana | Galicia       |        |
| XXV     | 2021 | Mieres        | 9       | C. Valenciana | Galicia       | Madrid        | Asturias      |        |
| XXVI    | 2022 | Lloret de Mar | 11      | Cataluña      | Galicia       | Madrid        | C. Valenciana |        |
| XXVII   | 2023 | Burguillos    | 10      | Galicia       | C. Valenciana | Cataluña      | Madrid        |        |
| XXVIII  | 2024 | Alcobendas    | 11      | Cataluña      | Madrid        | Asturias      | C. Valenciana |        |
| XXIX    | 2025 | Bilbao        | 12      | Cataluña      | Galicia       | C. Valenciana | Andorra       |        |

## Categoría femenina

### Selecciones participantes
Participantes en 2025
- Asturias
- Cataluña
- Cantabria
- Castilla y León
- Galicia
- Comunidad de Madrid
- País Vasco
- Comunidad Valenciana

Participantes en ediciones anteriores
- Andalucía
- Navarra

### Historial
| Edición | Año  | Sede                    | Equipos |          | Primero  | Segundo    | Tercero       | Cuarto |
| I       | 2008 | Pontevedra              | 4       | Cataluña | Galicia  | Madrid     | C. Valenciana |        |
| II      | 2009 | Alcoy                   | 4       | Cataluña | Madrid   | Galicia    | C. Valenciana |        |
| III     | 2010 | Gijón                   | 5       | Cataluña | Madrid   | Asturias   | Galicia       |        |
| IV      | 2011 | Vilaseca                | 4       | Cataluña | Madrid   | Asturias   | Galicia       |        |
| V       | 2012 |                         |         |          |          |            |               |        |
| VI      | 2013 | Mieres                  | 3       | Madrid   | Galicia  | Asturias   | ---           |        |
| VII     | 2014 | Bilbao                  | 4       | Madrid   | Asturias | Galicia    | País Vasco    |        |
| VIII    | 2015 | Alcobendas              | 4       | Asturias | Galicia  | Madrid     | País Vasco    |        |
| IX      | 2016 | Alcañiz                 | 6       | Cataluña | Galicia  | Asturias   | Madrid        |        |
| X       | 2017 | Sevilla                 | 6       | Cataluña | Galicia  | Asturias   | Madrid        |        |
| XI      | 2018 | La Coruña               | 8       | Cataluña | Galicia  | Madrid     | Asturias      |        |
| XII     | 2019 | Cocentania              | 8       | Cataluña | Asturias | Madrid     | Galicia       |        |
| XIII    | 2021 | Mieres                  | 8       | Madrid   | Asturias | Galicia    | Navarra       |        |
| XIV     | 2022 | Masanet de la Selva     | 8       | Cataluña | Galicia  | Asturias   | Madrid        |        |
| XIV     | 2023 | Jerez de los Caballeros | 8       | Cataluña | Madrid   | Asturias   | País Vasco    |        |
| XV      | 2024 | Alcobendas              | 7       | Cataluña | Madrid   | País Vasco | Asturias      |        |
| XVI     | 2025 | Bilbao                  | 8       | Madrid   | Asturias | Galicia    | C. Valenciana |        |